# Brimingen
Brimingen är en kommun och ort i Eifelkreis Bitburg-Prüm i förbundslandet Rheinland-Pfalz i Tyskland. Den tidigare kommunen Hisel uppgick 1 januari 2018 i Brimingen.
Kommunen ingår i kommunalförbundet Verbandsgemeinde Bitburger Land tillsammans med ytterligare 70 kommuner.